# Krzysztof Arciszewski
Krzysztof Arciszewski (Rogalin, 9 december 1592 – bij Gdańsk (Danzig) in Polen, 7 april 1656) was een edelman (Szlachta) in het Pools-Litouwse Gemenebest. Hij was een officier, ingenieur en volkenkundige. Hij was onder meer de bevelhebber over de artillerie in de Republiek en Polen.
Als jongeman werd hij veroordeeld tot ballingschap voor moord. Hij verliet het Pools-Litouwse Gemenebest en kwam in 1623 in de Republiek terecht waar hij neerstreek in Den Haag. Met hulp van Krzysztof Radziwiłł studeerde hij artillerie, genie en navigatie aan de universiteit van Leiden. In 1637 werd hij vice-gouverneur van Nederlands-Brazilië en bevelhebber van het leger in dat gebied.
In 1646 keerde hij terug naar het Pools-Litouwse Gemenebest waar hij werd aangesteld als generaal van de artillerie.